# 1125 Китай
1125 Китай (1125 China) — астероїд головного поясу, відкритий 30 жовтня 1957 року.
Тіссеранів параметр щодо Юпітера — 3,175.